# Karl Schadt
Karl Schadt (* 24. August 1908; † unbekannt) war ein deutscher Fußballspieler.

## Karriere
Schadt gehörte als Stürmer zunächst dem VfR Heilbronn an, für den er in den vom Süddeutschen Fußball-Verband ausgetragenen Meisterschaften die Saison 1926/27 in der Bezirksliga Württemberg/Baden, von 1927 bis 1932 in der Gruppe Württemberg, neben der Gruppe Baden, Punktspiele bestritt. Nach den Platzierungen Siebter, Sechster und Fünfter, belegte seine Mannschaft in der Saison 1929/30 den zweiten Platz und war damit für die Endrunde um die Süddeutsche Meisterschaft in der Runde der Zweiten/Dritten in der Gruppe Südost vertreten, die als Drittplatzierter von acht Mannschaften beendet wurde. Am Saisonende 1930/31 belegte seine Mannschaft den letzten Platz und entging dem Abstieg in die zweitklassige Bezirksliga nur aufgrund der Erweiterung der Gruppe um zwei weitere Mannschaften in der Folgesaison; in dieser stieg der Verein als Zehntplatzierter dann in die Bezirksliga ab.
Mit einem Wechsel zum FV Union Böckingen entging er der Spielzeit in der Zweitklassigkeit und kam in der letzten vom Süddeutschen Fußball-Verband ausgetragenen Meisterschaft zum Einsatz. Als Zweitplatzierter der Gruppe Württemberg spielte seine Mannschaft in der Endrunde um die Süddeutsche Meisterschaft in der Gruppe Nord/Süd, die als Achtplatzierter beendet wurde.
Von 1933 bis 1939 spielte er in der Gauliga Württemberg, eine von zunächst 16, später auf 23 aufgestockten Gauligen zur Zeit des Nationalsozialismus als einheitlich höchste Spielklasse im Deutschen Reich. Die Premierensaison wurde aufgrund des besseren Torquotienten gegenüber den punktgleichen FC Stuttgarter Kickers als Gaumeister abgeschlossen. Aufgrund dieses Erfolges nahm seine Mannschaft auch an der Endrunde um die Deutsche Meisterschaft teil. In der in vier Gruppen zu jeweils vier Mannschaften ausgetragenen Meisterschaft kam er in der Gruppe C in allen sechs Spielen zum Einsatz und erzielte in diesen fünf Tore. Diese gelangen ihm in den einzigen beiden siegreich gestalteten Spielen am 29. April und 6. Mai 1934 beim 6:3 und 6:2 über den Mülheimer SV 06 und Kickers Offenbach. Da die anderen vier Spiele allesamt verloren wurden, beendete seine Mannschaft die Gruppe als Letztplatzierter.
Am Saisonende 1934/35 stieg seine Mannschaft als vorheriger Gaumeister als Neuntplatzierter von zehn Mannschaften in die zweitklassige Bezirksliga ab, aus der sie zur Saison 1936/37 in die Gauliga Württemberg zurückgekehrt war. Nachdem die Klasse als Viertplatzierter gehalten werden konnte, folgten in seinen letzten beiden Spielzeiten die Platzierungen drei und vier. Ferner bestritt er einzig das am 28. August 1938 beim FC Bayern München mit 0:7 verlorene Erstrundenspiel im Tschammerpokal-Wettbewerb, dem 1935 eingeführten Wettbewerb um den Vereinspokal.

## Erfolge
- Teilnahme an der Endrunde um die Deutsche Meisterschaft 1933/34
- Gaumeister Württemberg 1934